# Stonebones & Bad Spaghetti
Os Stonebones & Bad Spaghetti são a única banda de Bluegrass Portuguesa. Nasceram em 2009 e cedo construíram um repertório de grandes êxitos do Bluegrass (música tradicional Americana oriunda do sul dos E.U.A., nomeadamente dos estados do Kentucky, Georgia e Tennessee. Os Stonebones & Bad Spaghetti têm actuado em diversos palcos, destacando-se o Festival TransBlues 2010 na cidade da Guarda e a Festa do Avante 2010 onde actuaram no Auditório 1º de Maio e no Café Concerto Lisboa e Palco Solidariedade.Os Stonebones & Bad Spaghetti têm na sua formação André Lentilhas no Banjo, Nuno Lopes de Paula na Guitarra e Voz, Nuno Faria no Contrabaixo, Bruno Lourenço no Bandolim, Pedro Lopes de Paula no Kazoo e Washboard e Carlos Fonseca no Violino. Existem algumas colaborações frequentes com Luis Peixoto (Ex-Dazkarieh), Sebastião Antunes (Ex-Quadrilha), entre outros. A banda tem divulgado o Bluegrass em Portugal, tendo sido já mencionada no EBMA European Bluegrass Blog, os Stonebones & Bad Spaghetti vão agora editar o 1º álbum que será lançado em 2010.